# ジョン・クイラー・ローウェット
ジョン・クイラー・ローウェット（John Quiller Rowett、1876年9月19日 - 1924年10月1日）は、イギリスの実業家、慈善家。アーネスト・シャクルトン最後の南極探検となったシャクルトン＝ローウェット遠征のメインスポンサー。また、動物栄養学の研究を行う機関で現在のアバディーン大学ローウェット研究所の前身にあたる研究所の共同設立者。

## 生い立ちと経歴
1876年9月19日、イギリス統治下のビルマのラングーン（現在のヤンゴン）で生まれた。イングランドのコーンウォール出身で裕福な家庭であった。帰国後の1889年にロンドンに移り住み、ダリッジ・カレッジに入学した。同校には3歳年上のアーネスト・シャクルトンも通っており、2人はしばしば通学をともにした。就職後に結核を患い、医師から「アウトドアな生活」を送るよう勧められたのがきっかけで蒸気船の船員に転じ、オーストラリアやアメリカを訪問する機会を得た。1896年に英国に戻ると酒類の貿易を始め、特にラム酒で成功を収め富を築いた。

## シャクルトン最後の遠征
1920年、ローウェットは街中で偶然にダブリン・カレッジ時代の友人シャクルトンと再会した。そのころ、シャクルトンは再び極地探検を実施する計画を立てていた。ローウェットはこの新たな遠征計画に5,000ポンドの資金を提供し、シャクルトンはこれを元手に遠征用の船を購入した。ところが翌1921年、カナダ政府が北極探検に対する方針を転換し、シャクルトンの計画への支援を取り下げてしまった。最終的に、ローウェットがこの遠征資金のほぼすべてを出資した。その額は、推定「約10万ポンド」であった。遠征隊の出発後、シャクルトンがサウスジョージア島で亡くなったが、副隊長のフランク・ワイルドが代わりに隊長となり、結果的には1シーズンのみに短縮されたが、探検は実施された。

## 科学研究の後援者として
シャクルトン＝ローウェット遠征でシャクルトンの亡き後に隊の指揮を執ったフランク・ワイルドは、同遠征の回想録 Shackleton's Last Voyage を出版するにあたり、ローウェットがいなければ遠征は不可能であったと序文で賛辞を送り、彼について次のように書いている。同種の事業に資金を提供する者の多くは経済的な見返りを求めたが、「ローウェット氏の場合は、科学研究に対する関心のみが動機で、氏は以前に他の分野でも設立に関わったり奨励したりしておられたのです」。
1920年、ローウェットは、現在のアバディーン大学ローウェット研究所の前身である研究施設の設立にあたって2万ポンドを寄付した。この寄付がきっかけで政府からの財政支援も得られることになり、研究所の用地および建物の取得が実現した。

## 「ローウェット」の遺産
サウス・シェトランド諸島でエレファント島のルックアウト岬の目と鼻の先には、シャクルトン＝ローウェット遠征隊がローウェット島と名付けた小島がある。また、同遠征隊は1922年5月28日から数日間、トリスタン・ダ・クーニャ諸島に属する火山島のゴフ島に上陸し、ここで登った山にも「ローウェット山」と名前を付けた。4つの峰を持つこの山は、当時はゴフ島で最も高い山（836メートル (2,743 ft)）と思われたが、30年後に実施された科学調査で910メートル (2,990 ft)のエディンバラ・ピークが最高峰であることが判明した。
このほか、1904年にスコットランド国営南極遠征がゴフ島から持ち帰った標本の中にあったフウキンチョウ科の鳥（ゴフ・フィンチ）は、1923年にローウェットの名前を取ってRowettia goughensisの学名が与えられた。
ローウェットは、帝国南極横断探検隊（1914年～1917年）で遭難状態に陥ったシャクルトンがエレファント島からサウスジョージア島への航海に使用したジェームス・ケアード号をシャクルトンの死後に取得し、ダリッジ・カレッジに寄贈した。
1924年10月1日、ローウェットは自身の事業が大きく傾いていることを憂い、48歳で自らの命を絶った。